# チオシアン酸銀
チオシアン酸銀（チオシアンさんぎん、英: Silver thiocyanate）は銀のチオシアン酸塩で、化学式はAgSCNと表される。

## 構造
チオシアン酸銀は単位胞内に8分子を有する単斜晶系の結晶構造を持つ。 通常は、SCN−基は、結合角179.6（5）°のほぼ直線形の分子構造を有する。銀同士の相互作用長は0.3249(2) nmないし0.3338(2) nmで、チオシアン酸銀では一次元のジグザグの鎖を形成する。

## 製造
硝酸銀とチオシアン酸カリウムとの反応によって生成される。 